# Trachelospermum jasminoides
Trachelospermum jasminoides (Lindl.) Lem., 1851, noto volgarmente come falso gelsomino o rincospermo, è un arbusto rampicante della famiglia delle Apocinacee.

## Descrizione
Le foglie sono sempreverdi, opposte, coriacee e semplici, il picciolo breve, la lamina è lanceolata (2-3 × 3-5 cm) e lucida. Le infiorescenze sono delle cime pauciflore. I fiori sono pentameri, sinsepali e sinpetali, con 5 stami inseriti sulla corolla rotata e bianca (3 cm), l'ovario supero a due carpelli fusi è molto profumato. Il frutto è a forma di capsula.
La pianta fiorisce da aprile a luglio.

## Distribuzione e habitat
La specie è diffusa in Cina, Giappone, Corea, Taiwan, Tibet e Vietnam.

## Coltivazione

### Utilizzo
Si usa in giardino a masse per la formazione di spalliere, pergolati, muri fioriti, siepi. Ottimo anche in vaso.

### Esposizione e manutenzione
Gradisce il sole, ma accetta la mezz'ombra. Rustico, tollera sia il caldo sia il freddo (teme solo gelate forti e prolungate). Potatura di formazione e contenimento. Teme le potature eccessive e/o dei rami principali, che possono causare rallentamento nella crescita. Si adatta a tutti i tipi di suolo, anche calcarei. La messa a dimora deve osservare una distanza di circa 40 cm in giardino e di 30 cm in vaso, dove è consigliabile un miscuglio al 50% di suolo argilloso-sabbioso e torba universale.

### Irrigazione
Richiede annaffiature regolari, ma resiste a brevi periodi di siccità.

### Concimazione
Va concimato in primavera-estate con letame maturo o pellet biologico